# سوسوکه اونو
سوسوکه اونو (انگلیسی: Sōsuke Uno؛ زاده ۲۷ اوت ۱۹۲۲ – درگذشته ۱۹ مه ۱۹۹۸) یک سیاست‌مدار اهل ژاپن بود.